# Губы (Смоленская область)
Губы — деревня в Руднянском районе Смоленской области России. Входит в состав Понизовского сельского поселения. Население — 2 жителя (2015 год).
Расположена в западной части области в 52 км к северо-востоку от Рудни, в 4 км западнее автодороги Р133 Смоленск — Невель, на берегу реки Борожанка. В 54 км юго-западнее деревни расположена железнодорожная станция Рудня на линии Смоленск — Витебск.

## История
В годы Великой Отечественной войны деревня была оккупирована гитлеровскими войсками в июле 1941 года, освобождена в октябре 1943 года.